# وانیا درمنجیوا
وانیا درمنجیوا (بلغاری: Ваня Дерменджиева؛ زادهٔ ۳ دسامبر ۱۹۵۸) بازیکن بسکتبال اهل بلغارستان است.
از باشگاه‌هایی که در آن بازی کرده‌است می‌توان به اشاره کرد.